# ملات گل
ملات گل با ترکیب آب و خاک و ورز دادن ساخته می‌شود.

## کاربرد
از این ملات در طاق زنی‌هایی ک با خشت خام انجام می‌گیرد استفاده می‌شود.

## خصوصیات
گیرایی ملات گل هنگام اجرا بسیار پایین است. برای چسبندگی بیشتر خشت با ملات گل موقع ساخت خشت، روی خشت را پنجه می‌اندازند تا موقع اجرا گل داخل محل‌های ایجاد شده فرو رفته و باعث چسبندگی ملات با خشت شود.
این ملات پس از خشک شدن ترک می‌خورد و موجب از بین رفتن اتصال رج‌ها می‌شود، چنانچه در خاک ملات ماسه‌های ریزدانه وجود داشته باشد مقاومت ملات افزایش پیدا می‌کند و ترک خوردن آن از بین می‌رود. به همین دلیل از خاکی بنام ماسه خاکی استفاده می‌کنند.
این ملات در هوای آزاد خشک می‌شود و از نوع ملاتهای هوا زی است. معماران سنتی عقیده دارند که تمام ملاتهایی که تهیه می‌شود باید پس از جدا کردن مصالح مورد نیاز مطابق نیاز ملات به آن آب اضافه شود، اضافه کردن ملات به آب کیفیت و چسبندگی آن را پایین می‌آورد.ملات گل با توجه به اينکه چسبندگى آن پس از خشک شدن، ديوارهايى که با استفاده از اين ملات ساخته می شود  معمولا حجيم، عريض و داراى ضخامت زياد است و در حال حاضر استفاده از آن به حداقل رسيده است.

## ریگ بوم
در صورتی که میزان خاک رس ملات گل پایین باشد، در اصطلاح به آن ریگ بوم می‌گویند.